# مجمع متاحف محمود سعيد
مجمع متاحف محمود سعيد بالإسكندرية، مصر، يضم 3 متاحف: متحف الفنان محمود سعيد ومتحف الفنانين أدهم وانلي وسيف وانلي ومتحف الفن المصري الحديث. وقد تم افتتاحه بقصر محمود سعيد في منطقة جناكليس عام 2000 بحضور فاروق حسني وزير الثقافة المصري.

## وصلات خارجية
الموقع الرسمي لمجمع متاحف محمود سعيد